# Alexei Buzu
Alexei Buzu (ur. 19 grudnia 1983) – mołdawski konsultant i urzędnik państwowy, od 2023 minister pracy i ochrony społecznej.

## Życiorys
W 2005 ukończył licencjackie studia ekonomiczne na Akademii Studiów Ekonomicznych w Kiszyniowie. Podjął pracę jako konsultant i menedżer przy projektach międzynarodowych i krajowych, a także w zakresie zarządzania kryzysowego. Współpracował przy inicjatywach m.in. z Radą Europy, Bankiem Światowym, ONZ Kobiety i fundacją George’a Sorosa. W latach 2012–2023 kierował centrum współpracy rozwojowej, zajmującym się szczególnie równością płci.
W styczniu 2023 zastąpił Marcela Spatari na stanowisku ministra pracy i ochrony społecznej (jako bezpartyjny). Pozostał na tym stanowisku w powołanym w kolejnym miesiącu gabinecie Dorina Receana.